# 김영광 (야구 선수)
김영광(金榮光, 1991년 11월 3일 ~ )은 전 KBO 리그 넥센 히어로즈의 투수이다.

## KIA 타이거즈시절
2014년 2차 4라운드 지명을 받아 입단했다.

## 넥센 히어로즈시절
2014년 4월 10일 김병현을 상대로 트레이드되어 이적하였다.

## 출신 학교
- 서울쌍문초등학교
- 원주중학교
- 원주고등학교
- 홍익대학교